# Decaspermum vitiense
Decaspermum vitiense là một loài thực vật có hoa trong Họ Đào kim nương. Loài này được (A.Gray) Nied. mô tả khoa học đầu tiên năm 1893.